# Entephria impallescens
Entephria impallescens là một loài bướm đêm trong họ Geometridae.